# Domenico Morosini
Pour les articles homonymes, voir Morosini.
Domenico Morosini (né en ? - mort en février 1156) est le 37e doge de Venise, élu en 1148.

## Biographie
Durant son dogat, la flotte vénitienne, commandée par les fils de son prédécesseur, Naimero et Giovanni Polani, bat les Normands de Georges d'Antioche au cap Matapan. Un traité de paix conclu entre la République et Guillaume Ier de Sicile assure la domination de Venise sur l'Adriatique.
Le plus grand succès du règne de Domenico Morosini est le rétablissement de la paix entre les deux factions qui opposent les familles patriciennes de Venise, les Polani d'une part et les Dandolo alliés aux Badoer d'autre part. Les propriétés de la famille Dandolo, détruites sous l'ancien doge Pietro Polani, sont reconstruites à la charge de l'État. Les Badoer sont rappelés de leur exil. Naimero Polani épouse une nièce du patriarche de Grado, Enrico Dandolo.
En politique étrangère, le nouveau doge est considéré comme moins favorable aux Byzantins que son prédécesseur. Pour cette raison, le pape retire l'excommunication qui touche Venise, et le nomme dominator Marchie. Cherchant le moyen de rétablir la paix avec les autres républiques maritimes, il concède à Pise des quartiers privilégiés à Constantinople, tandis que Gênes est autorisée à commercer en Dalmatie.
Domenico Morosini meurt en février 1156, après huit années de règne.